# Plebiscito dell'Alta Slesia

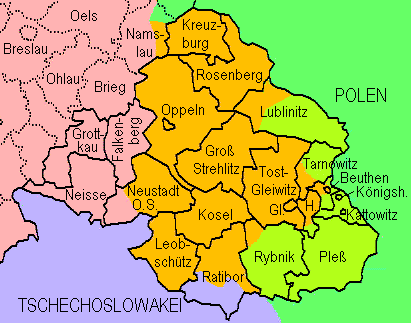
Cartina delle aree del plebiscito

Il plebiscito dell'Alta Slesia fu un referendum di confine imposto dal Trattato di Versailles e svoltosi nel marzo 1921 per determinare una parte del confine tra la Repubblica di Weimar e la Polonia. La regione era etnicamente mista, divisa tra tedeschi, polacchi e slesiani. Secondo le statistiche prebelliche, i polacchi costituivano il 60% della popolazione. Il periodo della campagna plebiscitaria e dell'occupazione inter-alleata fu segnato dalla violenza; vi furono due rivolte polacche e le unità volontarie paramilitari tedesche giunsero nella regione. L'ordine era tenuto anche dalle truppe francesi, inglesi e italiane, supervisionate da una Commissione Interalleata, e il voto si svolse pacificamente.
Gli Alleati decisero quindi di spartire la regione, ma prima che potessero farlo, i partigiani locali polacchi e le forze armate polacche fecero scoppiare una rivolta, e presero il controllo di oltre metà dell'area. I tedeschi risposero con unità paramilitari volontarie provenienti da tutta la Germania, che combatterono le unità polacche. Alla fine, dopo un altro intervento militare alleato, la posizione finale di tutte le forze stabilì il nuovo confine. La decisione fu passata alla Società delle Nazioni, che confermò questo confine, e la Polonia ricevette circa un terzo dell'area in cui si svolse il plebiscito, inclusa la maggior parte della regione industriale.

## Il plebiscito

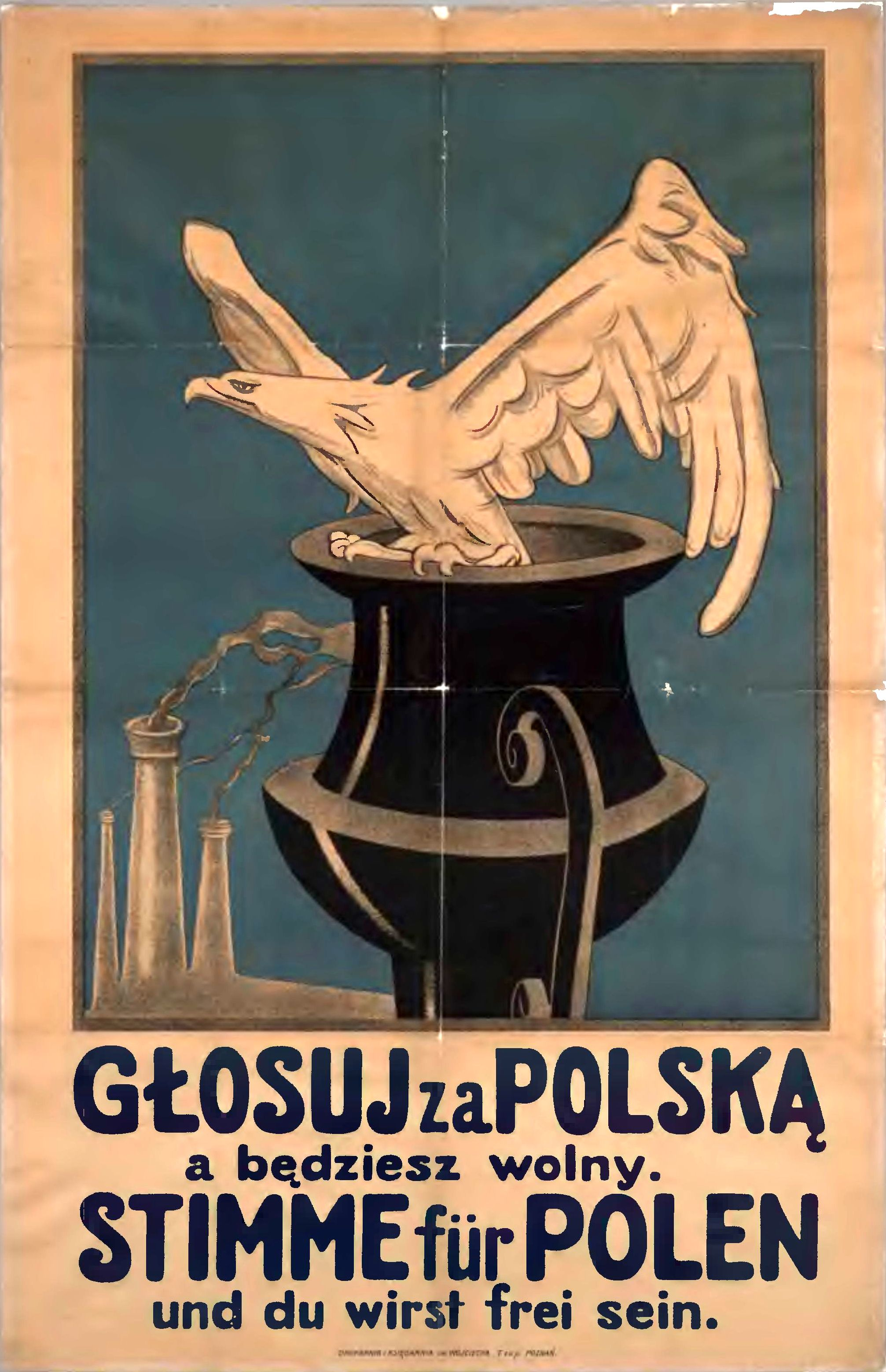
Un manifesto elettorale polacco bilingue: Vota per la Polonia e sarai libero...

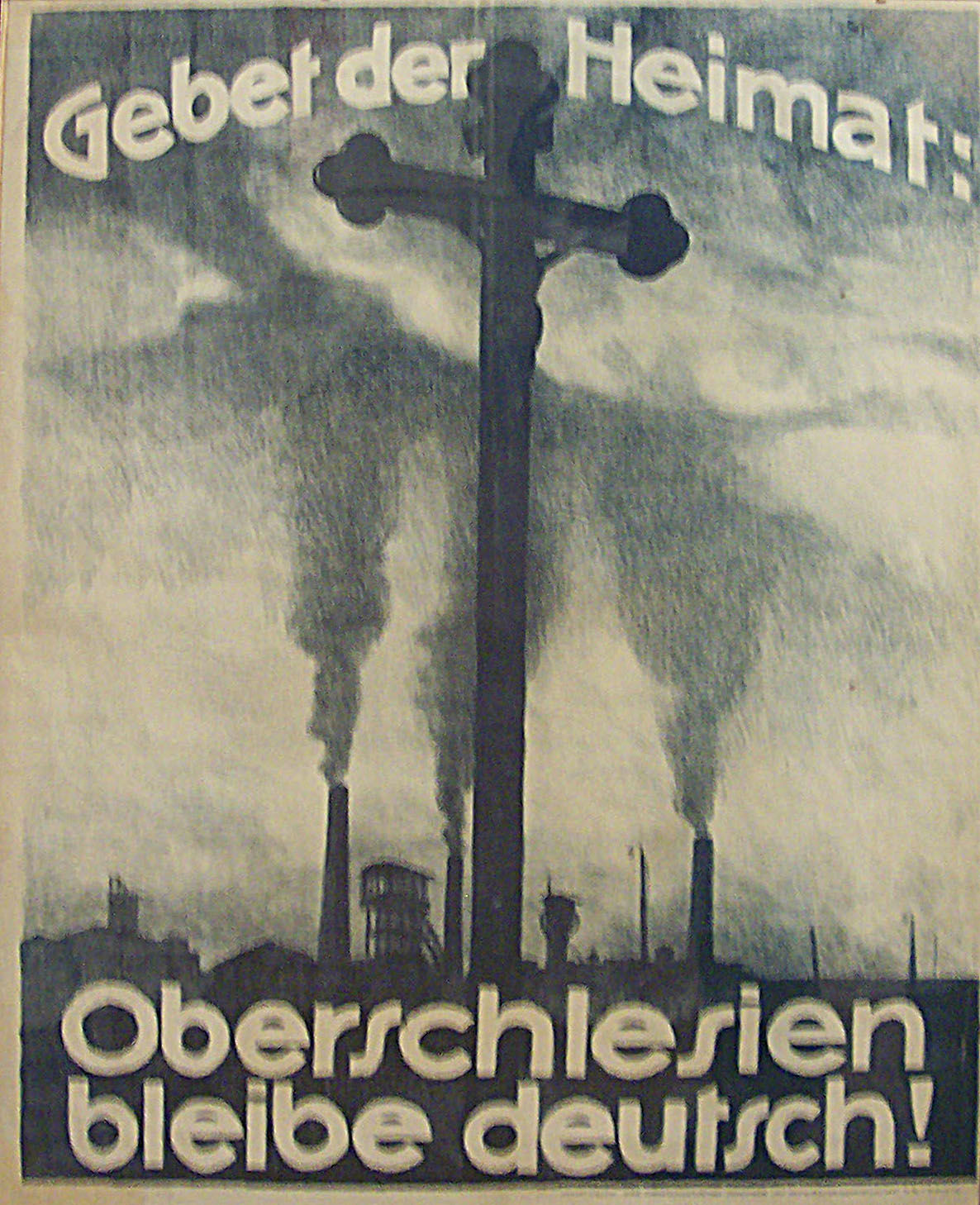
...e un manifesto tedesco: Preghiamo per la Patria: L'Alta Slesia deve rimanere tedesca.

L'accordo di pace di Parigi al termine della prima guerra mondiale assegnò l'ex territorio tedesco alle nazioni confinanti, alcune delle quali non esistevano all'inizio della guerra. Nel caso del nuovo stato polacco, il Trattato di Versailles staccò circa 54.000 km² che erano appartenuti all'Impero tedesco per ridar vita allo stato della Polonia che era scomparso con la terza spartizione della Polonia nel 1795. Molte di queste aree erano etnicamente miste, e contenevano diversi tedeschi. In tre di queste aree etnicamente miste al nuovo confine tedesco-polacco, tuttavia, i leader alleati proposero di far svolgere dei plebisciti e referendum sui confini. Le aree sarebbero state occupate dalle forze alleate, governate da commissioni alleate e rese sicure per un voto pacifico e leale. Il più discusso di questi tre plebisciti ad est della Germania fu quello dell'Alta Slesia, dato che la regione era stata uno dei principali centri industriali tedeschi. Il settore più importante era quello dell'industria mineraria e degli affari che vi gravitavano intorno, dato che l'area era ricca anche di ferro, zinco e piombo. Il "Triangolo Industriale" della zona est della zona del plebiscito, tra le città allora chiamate Beuthen, Kattowitz, e Gleiwitz, era il cuore di questo grande complesso industriale. Il plebiscito dell'Alta Slesia fu quindi un plebiscito per l'autodeterminazione dell'Alta Slesia, richiesto dal Trattato di Versailles. Sia la Germania che la Polonia volevano questa regione non solo per ragioni di sentimento nazionale, ma anche per la sua rilevante importanza economica.
L'area fu occupata da inglesi, francesi e italiani, e da un Comitato Inter-Alleato guidato dal generale francese Henri Le Rond. Alla fine, il plebiscito fu fissato per il 20 marzo 1921; sia i polacchi che i tedeschi furono autorizzati ad organizzare la propria campagna elettorale. Entrambe le parti si unirono nel reciproco sostegno, come segno della benevolenza di una nazione verso l'altra. Il denaro polacco aiutò quindi a finanziare banche che prestavano denaro a termini vantaggiosi ai contadini polacchi; il governo tedesco favorì la regione con il trasporto di cibo e delle altre merci necessarie. Ognuna delle due nazioni sviluppò forze paramilitari segrete, finanziate dalle grandi metropoli Varsavia e Berlino. Una figura predominante durante la campagna elettorale fu Wojciech Korfanty, un politico polacco di stampo democratico nazionalista. Korfanty voleva condurre una campagna elettorale che coinvolgesse la popolazione, basata su un programma populista che metteva insieme il nazionalismo polacco con la cultura del cattolicesimo.
I polacchi si ribellarono due volte durante la campagna, nell'agosto 1919 e nell'agosto 1920. Nelle aree polacche del "Triangolo Industriale" in particolare, i tedeschi venivano intimiditi, scacciati e in alcuni casi uccisi. Gli Alleati cercarono di riportare l'ordine, ma alla fine queste rivolte portarono nella zona alcuni "volontari" tedeschi, i famosi gruppi Freikorps, che sfruttarono l'atmosfera violenta, anche se vi sono prove che i rapporti stilati possano aver esagerato.
Caratteristica della campagna plebiscitaria fu la nascita di un forte movimento autonomista, il cui braccio più visibile fu il Bund der Oberschlesier—Związek Górnoślązaków. Questa organizzazione tentò di ottenere la promessa dell'autonomia da entrambi gli stati, e alla fine addirittura l'indipendenza.
Votarono 1.186.758 persone nell'area abitata da 2.073.663 abitanti. 717.122 voti furono favorevoli alla Germania, mentre 483.514 furono per la Polonia; le città e molti villaggi dell'area del plebiscito fecero avere la maggioranza ai tedeschi. Tuttavia, i distretti di Pless (Pszczyna) e Rybnik a sud-est, come anche Tarnowitz (Tarnowskie Góry) ad est e Tost-Gleiwitz (Gliwice) nella parte interna mostrarono una consistente maggioranza polacca, mentre a Lublinitz (Lubliniec) e Groß Strehlitz (Strzelce Opolskie) i voti furono praticamente divisi tra le due nazioni. Tutti i distretti della zona industriale in senso stretto - Beuthen (Bytom), Hindenburg (Zabrze), Kattowitz (Katowice), e Königshütte (Chorzów) - evvero una lieve maggioranza tedesca. Molti comuni dell'Alta Slesia votarono per la Polonia; tuttavia, i tedeschi ottennero il voto in una misura tra il 60 e il 40%, e questo significò che una grande maggioranza delle persone di discendenza polacca votò effettivamente per la Germania. La Commissione Inter-alleata deliberò che il Triangolo Industriale venisse assegnato alla Polonia, anche se gli inglesi proposero un confine più orientale rispetto ai francesi.

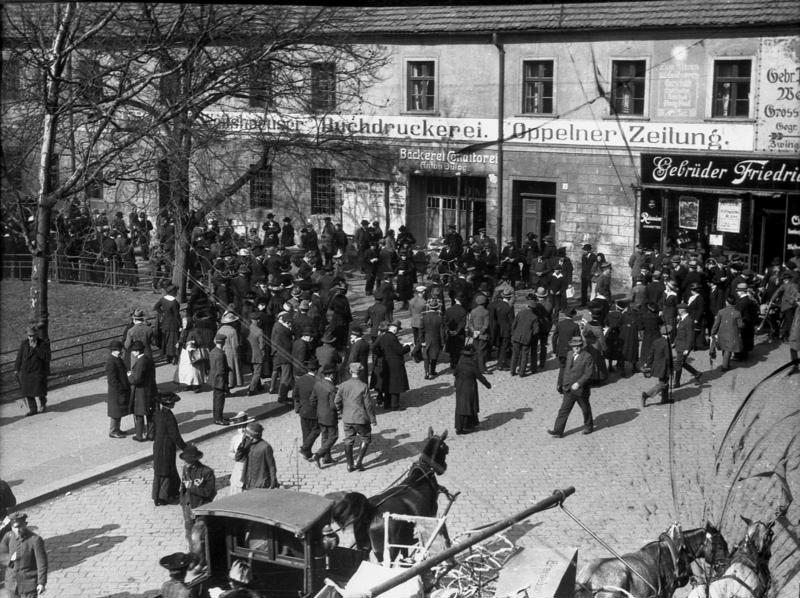
La folla attende i risultati del plebiscito a Oppeln (Opole)

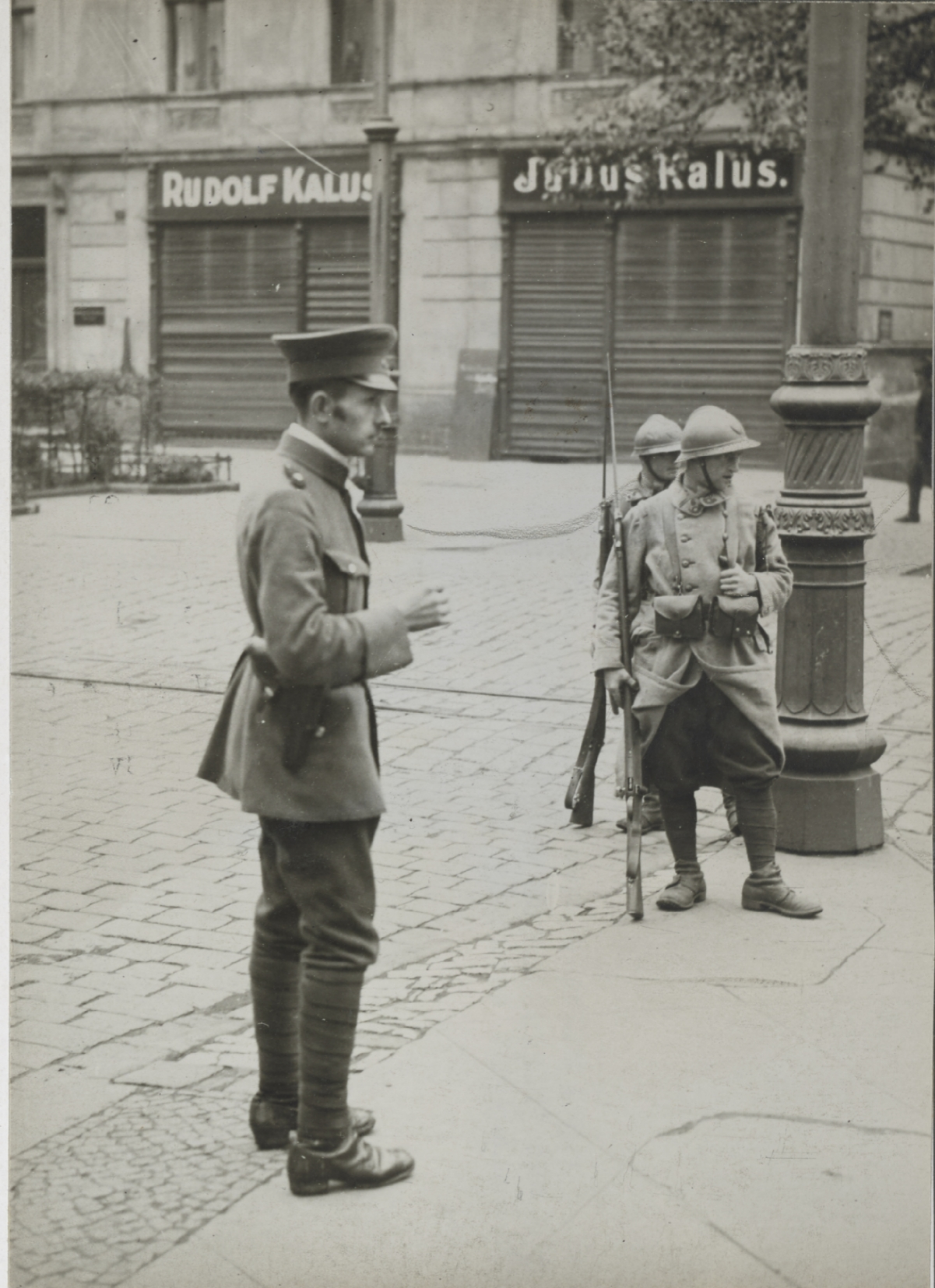
Poliziotto tedesco insieme a militari del corpo di spedizione francese in Alta Slesia

Alla fine di aprile 1921, quando le forze favorevoli alla Polonia iniziarono a temere che la regione sarebbe stata spartita secondo il piano britannico, alcuni polacchi annunciarono una rivolta popolare. Korfanty fu la figura di punta della protesta, ma ebbe più sostegno nell'Alta Slesia e dal governo polacco di Varsavia. Egli chiese una rivolta popolare armata il cui scopo sarebbe stato di massimizzare il territorio che la Polonia avrebbe dovuto ricevere con la spartizione. I volontari tedeschi accorsero verso la rivolta, e i combattimenti su larga scala avvennero nella tarda primavera e all'inizio dell'estate 1921. I portavoce e gli ufficiali tedeschi lamentarono il fatto che le unità francesi dell'esercito di occupazione dell'Alta Slesia stessero favorendo l'insurrezione rifiutando di combattere le loro attività violente o non tentando di ristabilire l'ordine.
Dodici giorni dopo l'inizio della rivolta, Wojciech Korfanty si offrì di portare le sue forze dell'Alta Slesia oltre la linea di demarcazione, con la condizione che il territorio liberato non venisse occupato dalle forze tedesche, ma dagli Alleati. Il 1º luglio 1921 le truppe inglesi tornarono nell'Alta Slesia per aiutare i francesi ad occupare la regione. Contemporaneamente, la Commissione Inter-alleata approvò un'amnistia generale per le azioni illegali commesse durante le recenti violenze, con l'eccezione degli atti di vendetta e crudeltà. Le forze di difesa tedesche furono infine ritirate.
Dato che il Consiglio Supremo degli Alleati non era in grado di concludere un accordo sulla spartizione dell'Alta Slesia sulla base dei confusi risultati del plebiscito, fu trovata la soluzione rigirando la domanda al Consiglio della Società delle Nazioni. Gli accordi fatti tra tedeschi e polacchi nella regione, e gli appelli emessi da entrambe le parti, come anche i dispacci dei sei battaglioni delle truppe alleate e lo scioglimento delle guardie locali, contribuirono alla pacificazione della zona. Sulla base dei rapporti di una commissione della Società delle Nazioni, il Consiglio assegnò gran parte del distretto industriale dell'Alta Slesia alla Polonia; quest'ultima ottenne quasi esattamente la metà del 1.950.000 abitanti, 965.000 per la precisione, ma neanche un terzo del territorio, cioè solo 3.214,26 km² sui 10.950,89 km² totali. Ottenne comunque più dell'80% dell'industria pesante della regione.
I governi tedesco e polacco, sotto raccomandazione della Società delle Nazioni, si accordarono per rafforzare gli interessi delle minoranze, che sarebbero durati 15 anni. Sarebbero state applicate misure speciali nel caso uno dei due stati avesse dovuto rifiutarsi di partecipare nella messa in pratica di tali regole. La minoranza tedesca rimasta nella nazione polacca soffrì una considerevole discriminazione nei decenni successivi.
Il governo polacco, convinto dai poteri economici e politici della regione e dal movimento autonomista della campagna plebiscitaria, decise di assegnare all'Alta Slesia una considerevole autonomia, con il Parlamento slesiano gestore del potere legislativo, e il Consiglio del Voivodato della Slesia come corpo esecutivo. Nel lato tedesco della nuova Provincia dell'Alta Slesia prussiana (Oberschlesien), si costituì un nuovo governo regionale con sede a Oppeln, anch'esso con autonomia speciale.

### Risultati
| Contea                                                  | Popolazione (1919) | Aventi diritto | Affluenza | Voti per la Germania | Voti per la Polonia |
| ------------------------------------------------------- | ------------------ | -------------- | --------- | -------------------- | ------------------- |
| Beuthen (Bytom), città                                  | 71.187             | 42.990         | 39.991    | 29.890 (74,7 %)      | 10.101 (25,3 %)     |
| Beuthen (Bytom) -Tarnowitz (Tarnowskie Góry), distretto | 213.790            | 109.749        | 106.698   | 43.677 (40,9 %)      | 63.021 (59,1 %)     |
| Cosel (Koźle), distretto                                | 79.973             | 51.364         | 50.100    | 37.651 (75,2 %)      | 12.449 (24,8 %)     |
| Gleiwitz (Gliwice)                                      | 69.028             | 41.949         | 40.587    | 32.029 (78,9 %)      | 8.558 (21,1 %)      |
| Groß Strehlitz (Strzelce Opolskie), distretto           | 76.502             | 46.528         | 45.461    | 22.415 (49,3 %)      | 23.046 (50,7 %)     |
| Hindenburg (Zabrze), distretto                          | 167.632            | 90.793         | 88.480    | 45.219 (51,1 %)      | 43.261 (48,9 %)     |
| Kattowitz (Katowice), città                             | 45.422             | 28.531         | 26.674    | 22.774 (85,4 %)      | 3.900 (14,6 %)      |
| Kattowitz (Katowice), distretto                         | 227.657            | 122.342        | 119.011   | 52.892 (44,4 %)      | 66.119 (55,6 %)     |
| Königshütte (Chorzów), distretto                        | 74.811             | 44.052         | 42.628    | 31.864 (74,7 %)      | 10.764 (25,3 %)     |
| Kreuzburg (Kluczbork), distretto                        | 52.558             | 40.602         | 39.627    | 37.975 (95,8 %)      | 1.652 (4,2 %)       |
| Leobschütz (Głubczyce), distretto                       | 78.247             | 66.697         | 65.387    | 65.128 (99,6 %)      | 259 (0,4 %)         |
| Lublinitz (Lubliniec), distretto                        | 55.380             | 29.991         | 29.132    | 15.453 (53,0 %)      | 13.679 (47,0 %)     |
| Namslau (Namysłów), distretto                           | 5.659              | 5.606          | 5.481     | 5,348 (97,6 %)       | 133 (2,4 %)         |
| Neustadt (Prudnik), distretto                           | 51.287             | 36.941         | 36.093    | 31.825 (88,2 %)      | 4.268 (11,8 %)      |
| Oppeln (Opole), città                                   | 35.483             | 22.930         | 21.914    | 20.816 (95,0 %)      | 1.098 (5,0 %)       |
| Oppeln (Opole), distretto                               | 123.165            | 82.715         | 80.896    | 56.170 (69,4 %)      | 24.726 (30,6 %)     |
| Pleß (Pszczyna), distretto                              | 141.828            | 73.923         | 72.053    | 18.675 (25,9 %)      | 53.378 (74,1 %)     |
| Ratibor (Racibórz), città                               | 36.994             | 25.336         | 24.518    | 22.291 (90,9 %)      | 2.227 (9,1 %)       |
| Ratibor (Racibórz), distretto                           | 78.238             | 45.900         | 44.867    | 26.349 (58,7 %)      | 18.518 (41,3 %)     |
| Rosenberg (Olesno), distretto                           | 54.962             | 35.976         | 35.007    | 23.857 (68,1 %)      | 11.150 (31,9 %)     |
| Rybnik, distretto                                       | 160.836            | 82.350         | 80.266    | 27.919 (34,8 %)      | 52.347 (65,2 %)     |
| Tarnowitz (Tarnowskie Góry), distretto                  | 86.563             | 45.561         | 44.591    | 17.078 (38,3 %)      | 27.513 (61,7 %)     |
| Tost-Gleiwitz (Gliwice), distretto                      | 86.461             | 48.153         | 47.296    | 20.098 (42,5 %)      | 27.198 (57,5 %)     |
| Totale                                                  | 2.073.663          | 1.220.979      | 1.186.758 | 707.393 (59,6 %)     | 479.365 (40,4 %)    |